# Східна Антарктида

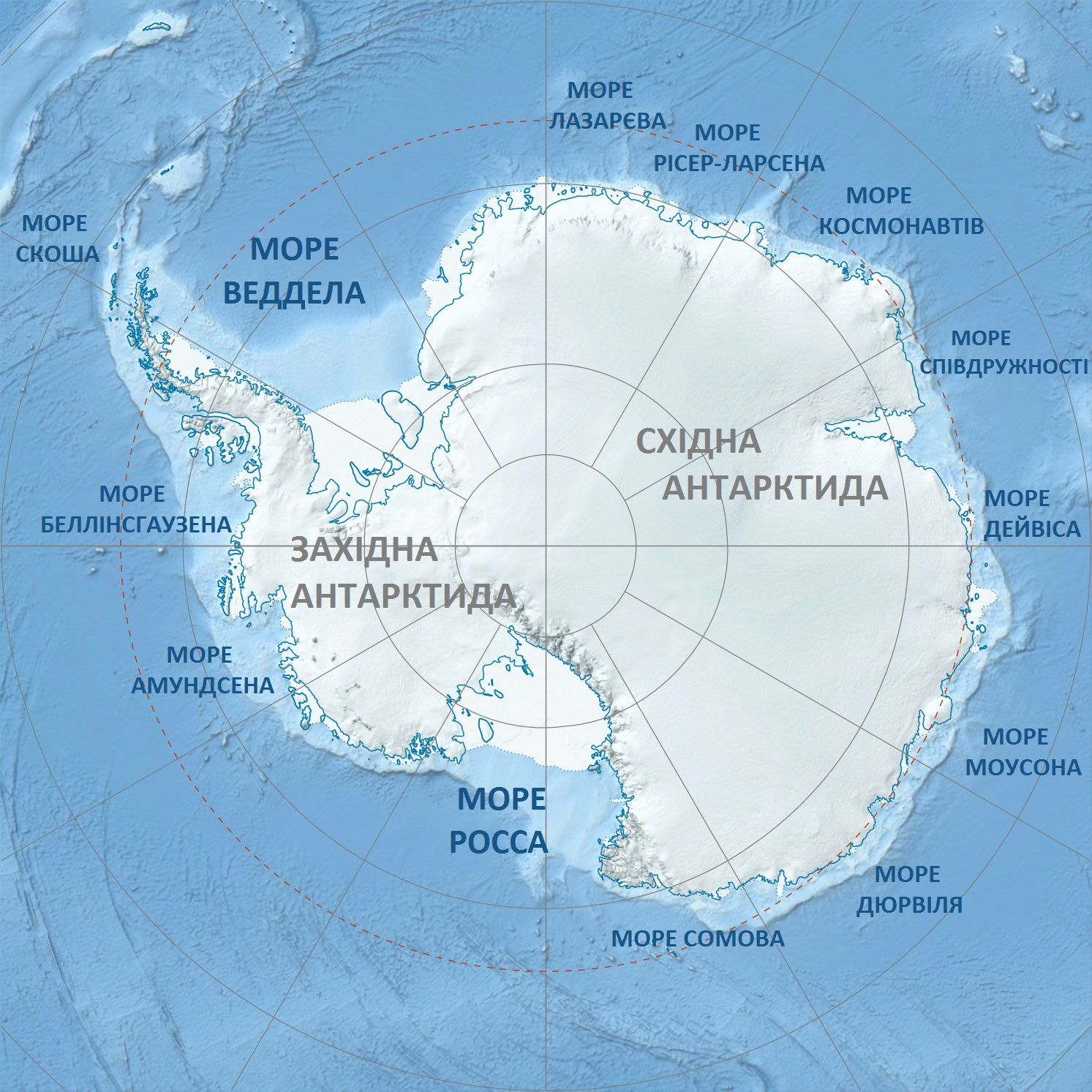
Східна Антарктида праворуч

Східна Антарктида, або Велика Антарктида, займає більшу частину (дві третини) Антарктичного континенту, розташована на Індійському боці Трансантарктичних гір. Це найхолодніший, найсухіший і найізольованіший суходіл на Землі, має на своєму терені низку високих гір.

## Місцезнаходження та опис
Майже повністю покрита Східно-Антарктичним льодовиковим щитом, Східна Антарктида має у своєму складі Земля Котса, Земля Королеви Мод, Земля Ендербі, Земля Кемпа, Земля Мак-Робертсона, Земля Принцеси Єлизавети, Земля Вільгельма II, Земля Королеви Мері , Земля Вілкса, Земля Аделі, Земля Георга V, Земля Оутса  і Земля Вікторії. Всі терени, крім невеликої частини цього регіону знаходиться в східній півкулі, звідки й пішла назва. Назва існує вже понад 90 років (Балх, 1902; Норденшельд, 1904), але його широке застосування запровадив Міжнародний геофізичний рік (1957–1958) та дослідження виявивили, що Трансантарктичні гори є межею Східної Антарктиди і Західна Антарктида. Східна Антарктида, як правило, вище, ніж Західна Антарктида, і вважається найхолоднішим місцем на Землі.
Три найбільших гірських пасма в Антарктиді знаходиться тут: Західні хребти, Трансантарктичні гори, і Східно-Антарктичні хребти. Підлідні гори Гамбурцева, за розмірами як європейські Альпи, в центрі Східної Антарктиди, як вважають, були місцем зародження Східно-Антарктичного льодовикового щита.

## Флора та фауна
Східна Антарктида вельми мало має теренів не покритих льодовиком, але є невеликі ділянки — антарктичні оази, в тому числі Сухі долини Макмердо, що є тундрою, відомі як антарктична пустеля Модландія, названу по Землі Королеви Мод . Вельми мало рослини можуть вижити тут,  там нема дерев або чагарників, а флора складається з лишайників, мохів і водоростей, адаптованих до холоду і вітру, що живуть на поверхні і у ґрунті.
Береги є домом для морських птахів, пінгвінів і тюленів, які харчуються в навколишньому океані, в тому числі імператорських пінгвінів, які хвацько породжують в холодні, темні зими в Антарктиці.
На морському узбережжі зустрічаються птахи Fulmarus glacialoides, Macronectes giganteus, Daption capense, Pagodroma nivea, Oceanites oceanicus, Stercorarius maccormicki, Thalassoica antarctica.
Серед ссавців представлені Hydrurga leptonyx, Leptonychotes weddellii, Mirounga leonina, Lobodon carcinophaga,  Ommatophoca rossii.
На континенті немає великих наземних тварин, але є бактерії, нематоди, колемболи, кліщі і мошки що живуть на мохах та лишайниках

## Загрози та збереження
Віддалена і дуже холодна більша частина Антарктиди залишається майже повністю недоторканим втручанням людини. Територія охороняється системою Договорів про Антарктику який забороняє промисловий розвиток, розміщення відходів та ядерних випробувань, в той час як Долина Барвік, одна з Сухих долинах, пасмо Криптогам і гори Мельбурн є спеціально охоронюваними територіями для охорони рослин.

## Ресурси Інтернету
- World Wildlife Fund, C. M. Hogan, S. Draggan. (2011) Marielandia Antarctic tundra. [Архівовано 9 вересня 2011 у Wayback Machine.] in C. J. Cleveland, ed., Encyclopedia of Earth. [Архівовано 12 жовтня 2006 у Wayback Machine.] National Council for Science and the Environment, Washington, DC